# Butthole Surfers
Butthole Surfers é uma banda de rock alternativo formada por Gibby Haynes e Paul Leary em San Antonio, no Texas, no ano de 1981. A banda teve inúmeros integrantes, mas os membros Haynes, Leary e King Coffey, o baterista, permanece desde 1983. Teresa Nervosa foi a segunda baterista, de 1983 para 1985 e de 1986 de 1989. Eles tiveram também uma grande variedade de baixistas, sendo que os mais notáveis foram Bill Jolly e Jeff Pinkus.
Enraizado na cena de punk hardcore dos anos 1980, Butthole Surfers rapidamente se tornou conhecido por seus shows ao vivo caóticos e perturbadores, comédia negra, e um som que incorporou elementos de psychedelia, noise rock, punk e, mais tarde, electronica, bem como o uso de manipulação de som e edição de fita.
O "Buttholes Surfers" é mais conhecido pelo seu humor negro, um som que incorpora elementos do punk rock, psicodélico, heavy metal, noise rock e eletrônica. Aclamados por seus caóticos shows ao vivo, o "Buttholes Surfers" tem uma grande experiência com drogas, principalmente as psicodélicas, o que acaba por influenciar no som que eles fazem.
Apesar de serem respeitados por uma devotada base de fãs, o Butthole surfers teve um pequeno sucesso comercial com o Electriclarryland de 1996, seu único disco de ouro. O disco contém o single "Pepper" que alcançou o primeiro lugar na Billboard's Modern Rock Tracks deste ano.

## Membros da banda
| Nome           | Instrumento               | Ano           |
| -------------- | ------------------------- | ------------- |
| Gibby Haynes   | vocal, guitarra, saxofone | 1981–presente |
| Paul Leary     | guitarra, vocal           | 1981–presente |
| King Coffey    | bateria                   | 1983–presente |
| Nathan Calhoun | baixo                     | 2000–presente |

| Nome           | Instrumento | Ano                   |
| -------------- | ----------- | --------------------- |
| Jeff Pinkus    | baixo       | 1986–1994             |
| Teresa Nervosa | bateria     | 1983–1985 - 1986–1989 |
| Trevor Malcolm | baixo       | 1985                  |
| Terence Smart  | baixo       | 1984–1985             |
| Bill Jolly     | baixo       | 1982–1984             |
| Quinn Matthews | baixo       | 1982                  |
| Scott Matthews | bateria     | 1981–1982             |
| Andrew Mullin  | baixo       | 1981–1982             |
| Scott Stevens  | baixo       | 1981                  |

| Nome             | Instrumento         | Ano       |
| ---------------- | ------------------- | --------- |
| Jason Morales    | baterista adicional | 2002      |
| Josh Klinghoffer | guitarra, bateria   | 2001      |
| Kyle Ellison     | guitarra            | 1996      |
| Owen McMahon     | baixo               | 1996      |
| Kathleen Lynch   | dançarina           | 1986–1989 |
| Cabbage          | bateria             | 1985–1986 |
| Mark Kramer      | baixo               | 1985      |
| Juan Molina      | baixo               | 1985      |
| Terence Smart    | baixo               | 1984–1985 |

## Discografia
- Psychic... Powerless... Another Man's Sac (1985)
- Rembrandt Pussyhorse (1986)
- Locust Abortion Technician (1987)
- Hairway to Steven (1988)
- piouhgd (1991)
- Independent Worm Saloon (1993)
- Electriclarryland (1996)
- Weird Revolution (2001)